# Kvalsundet

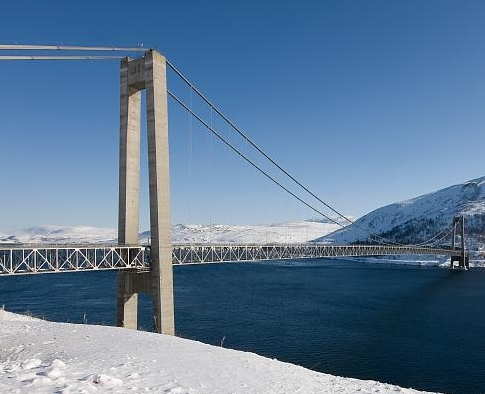
Kvalsundsbron korsar Kvalsundet

Kvalsundet är ett sju kilometer långt och 600 meter brett sund mellan ön Kvaløya och fastlandet i Hammerfests kommun i Finnmarks fylke i norra Norge. Sundet går mellan Vargsundet i väst och Repparfjorden i öst. 
Kvalsundsbron går över sundet.
Kvalsundet är ett av de ställen utefter norska kusten som har hög potential för tidvattenkraftverk. Det beräknas att de upp till 4 knop starka tidvattenströmmarna i det genomsnittligt 50 meter djupa Kvalsundet har en teknisk potential  på 14 MW och ge 48 GWh per år.